# Villa Patumbah

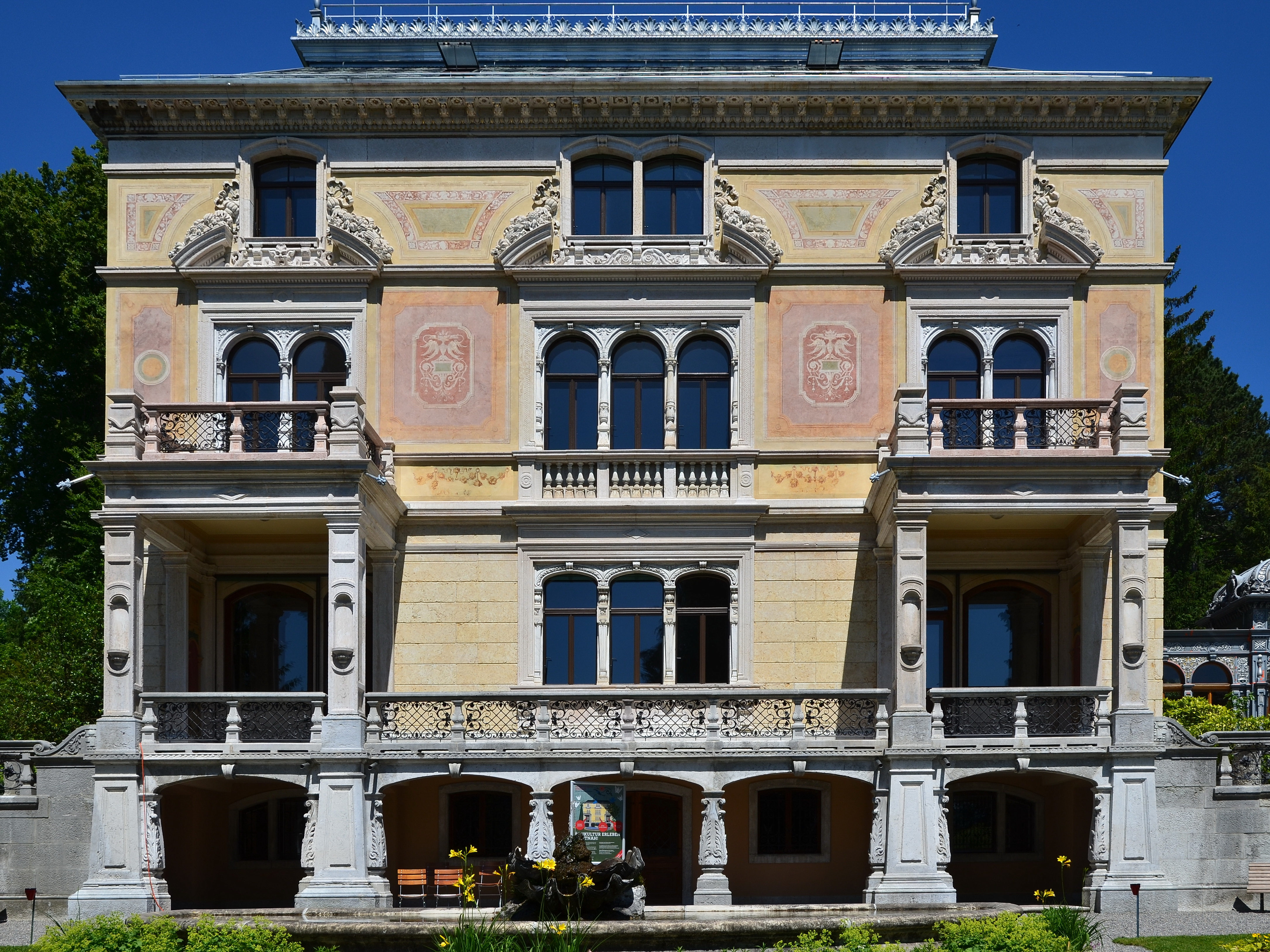
Villa Patumbah, Ansicht vom Park

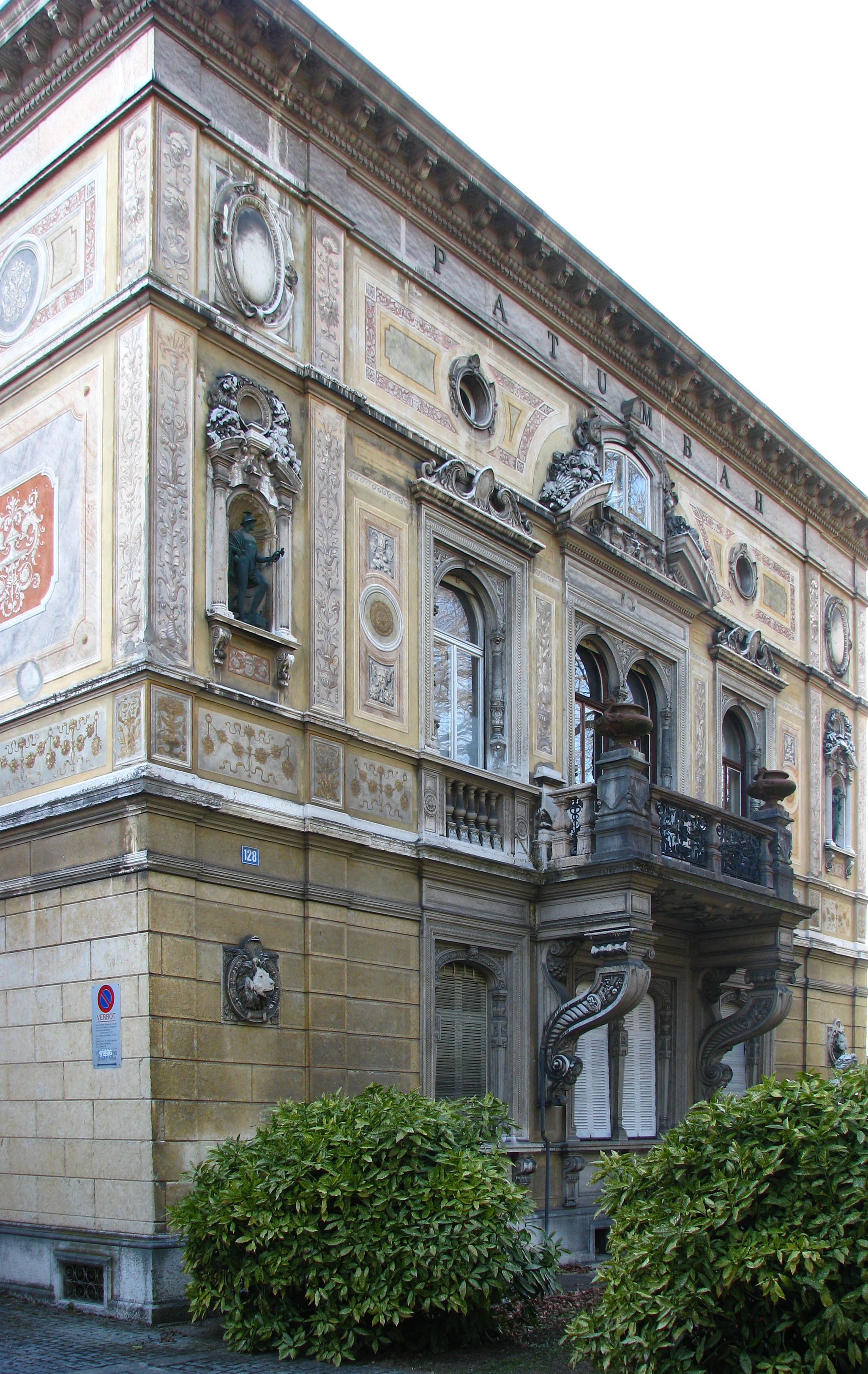
Vorderansicht mit Wandmalereien

Die Villa Patumbah an der Zollikerstrasse 128 in Zürich wurde zwischen 1883 und 1885 von den Architekten Chiodera und Tschudy für Karl Fürchtegott Grob erbaut. Der ausserordentlich vermögende Bauherr hatte seinen Reichtum mit einer Tabakplantage auf Sumatra erworben. Die Villa zählt heute zu den wichtigsten Zeugen des Historismus in Zürich und steht unter Denkmalschutz. Patumbak ist der Name des Dorfes, das bei der ersten Plantage Grobs lag und dieser auch den Namen gab. In verschiedenen Schriften in Zürich steht, dass der Name auf Malaiisch ersehntes Land bedeute. Patumbak ist jedoch einfach ein Flurname.

## Lage und Umgebung
1883 erwarb Karl Fürchtegott Grob von seinem Bruder Johann Heinrich Grob in Riesbach 13'000 m² Land zwischen Zolliker- und Mühlebachstrasse mit freiem Blick auf Stadt, See und Berge, auf welchem er in den folgenden zwei Jahren eine Villa mit Ökonomiegebäude erstellen liess. Riesbach, damals noch ein Vorort von Zürich, war neben der Enge ein bevorzugter Wohnort von reichen Stadtzürchern und an der Zollikerstrasse entstanden die schönsten Villen Riesbachs. Die Villa Patumbah übertrifft ihre Nachbarn im Hinblick auf Prachtentfaltung und Repräsentationsanspruch noch bei weitem.
Schon kurze Zeit nach der Vollendung der Villa sollte eine neue Trasse der Schweizerischen Nordostbahn am rechten Zürichseeufer gebaut werden und am Grundstück der Familie Grob-Zundel vorbeiführen. Um sich vor dem Rauch und dem Lärm der Eisenbahn zu schützen, liess Karl Fürchtegott Grob die Bahnlinie bis zum Ende seines Grundstücks unterirdisch anlegen. Die 100'000 Franken für die Bauarbeiten übernahm er vollumfänglich, gleichzeitig ging das entstandene Land in seinen Besitz über.

## Architektur

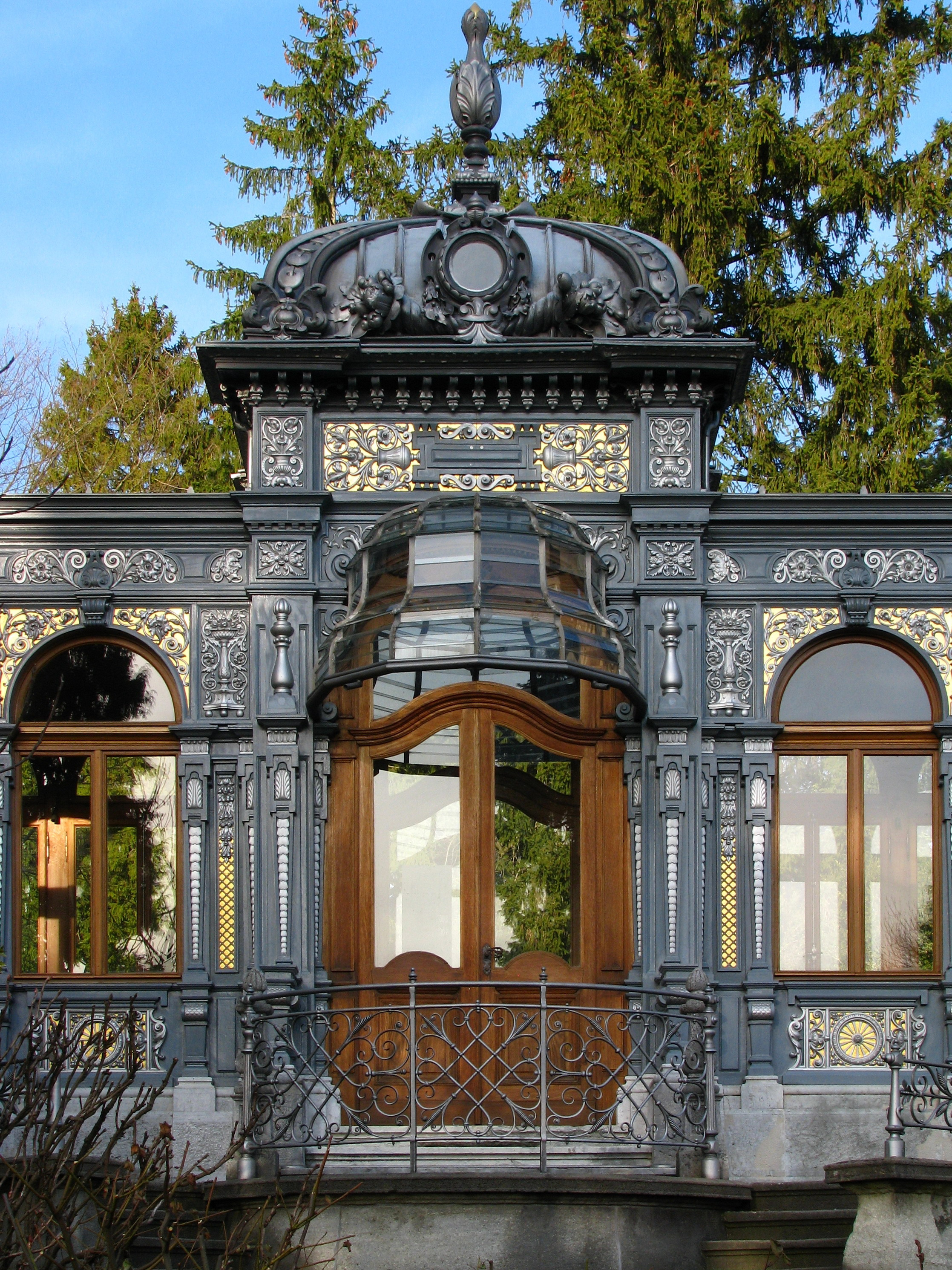
Teile des Seitentrakts, Ansicht vom Park

Die Fassaden der Villa gestalteten Chiodera & Theophil Tschudy in Anlehnung an die Architektur der Renaissance. Über dem rustifizierten Sockelgeschoss erhebt sich das reich geschmückte Piano nobile. Dieses ist mittels polychromer Malereien reich gegliedert, die erstmals in der Schweiz in Keimfarben ausgeführt wurden. Die Trompe-l’œil-Dekorationen erwecken den Anschein, es handle sich um eine mit Marmor verkleidete Fassade. Fenster, Türen und Nischen werden von gesprengten Segmentbögen gekrönt und von Veroneser- und Carrara-Marmor gerahmt. Besonders hervorgehoben wurde die Ostfassade gegen die Strasse hin: Der repräsentative Balkon wird von prächtigen Konsolen gestützt, zusätzlich wird die Fassade auf Höhe des Piano Nobile durch zwei in Nischen stehende Statuen, Merkur und Flora, gegliedert. Merkur muss in Bezug auf die kaufmännischen Tätigkeiten Grobs gesehen werden und Flora steht für den daraus resultierenden Reichtum. Unterhalb des Dachs ist ferner der Schriftzug PATUMBAH angebracht. Über dem Piano Nobile erhebt sich das ebenfalls reich geschmückte Mezzaningeschoss, das wiederum mittels Trompe-l’œil-Malereien und gerahmten Occuli gegliedert wird.
Über einen einstöckigen, reich verzierten Zwischenbau ist die Villa mit dem Ökonomiegebäude verbunden, das – ganz in historistischer Manier – im Schweizer Holzbaustil ausgeführt ist. Zusammen sparen die drei Baukörper einen Vorplatz aus, eine Art Cour d’Honneur. Das Ökonomiegebäude, das der Unterbringung der Pferde und Wagen der Familie Grob-Zundel diente, ist in rotem und gelbem Klinker ausgeführt und reich geschmückt mit Motiven aus den Bereichen Reiter und Pferd. Am eisernen Durchgangstor zum Cour d’Honneur findet sich ein exotischer Schmetterling.
Im Innern der Villa liegen im Erdgeschoss die Repräsentationsräume, die zum Park ausgerichtet sind und in eklektischer Manier frei aus der europäischen und ostasiatischen Kunstgeschichte zitieren. Der Salon und das Herrenzimmer sind im Stil der Renaissance ausgeführt. Beide weisen eine bemalte, kassettierte Decke auf. Die Wände des Salons sind mit einem halb hohen Täfer und einer Tapete mit Blumenmuster verkleidet. Zusätzlich stehen im gotischen Salon ein grüner Turmkachelofen sowie ein Buffet. Das Damenzimmer ist im Stil des Rokoko ausgeführt. Im ersten und zweiten Obergeschoss lagen die Privaträume der Familie sowie Kammern für die Dienstboten. Die beiden oberen Geschosse gruppieren sich um eine Halle, die von einer farbigen Glaskuppel gekrönt wird. Die umlaufende Galerie ist mit fernöstlichen Schnitzereien und Malereien geschmückt; selbst die Türen sind mit chinesisch anmutenden Tuschzeichnungen bemalt.

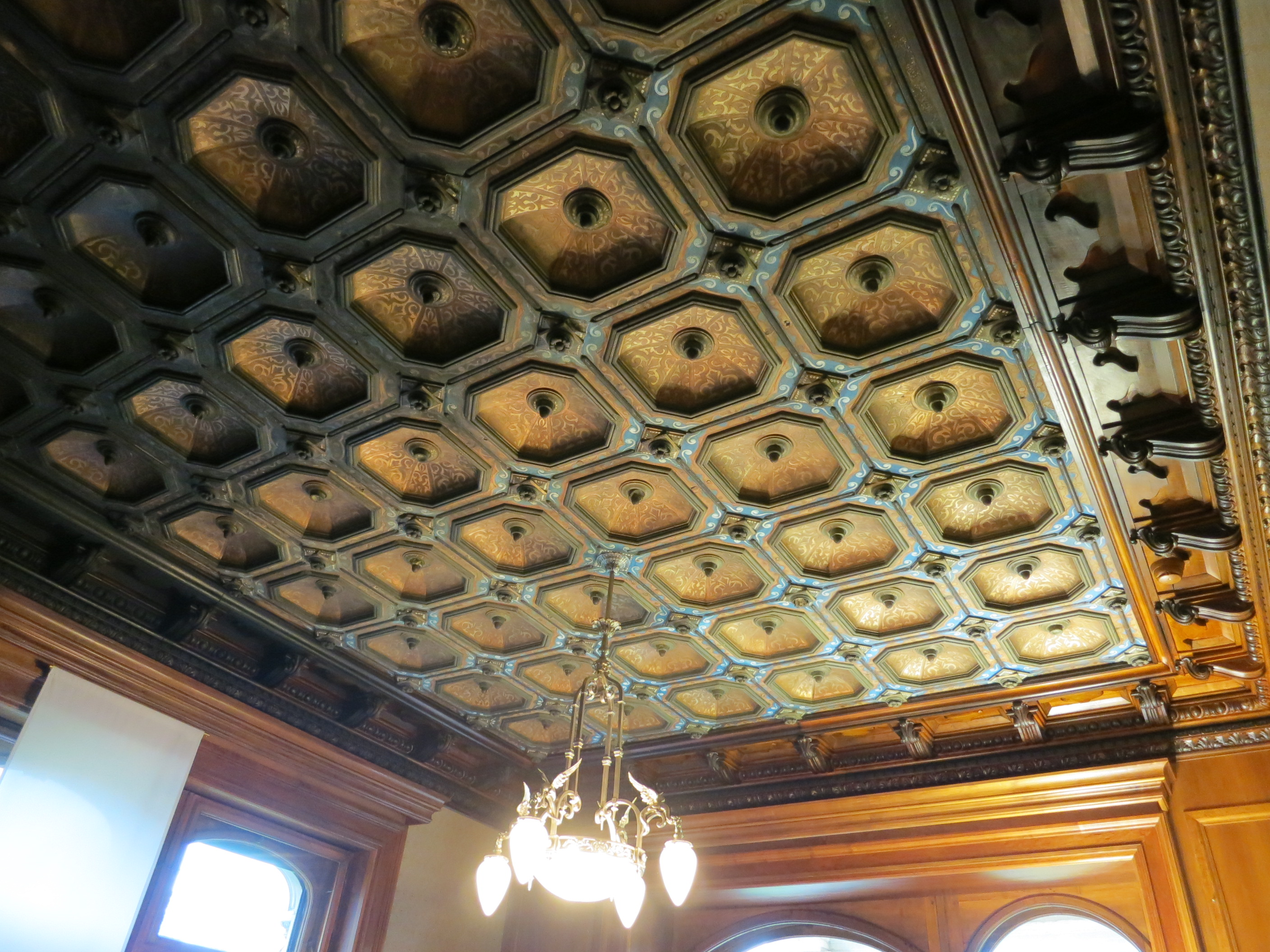
Herrenzimmer
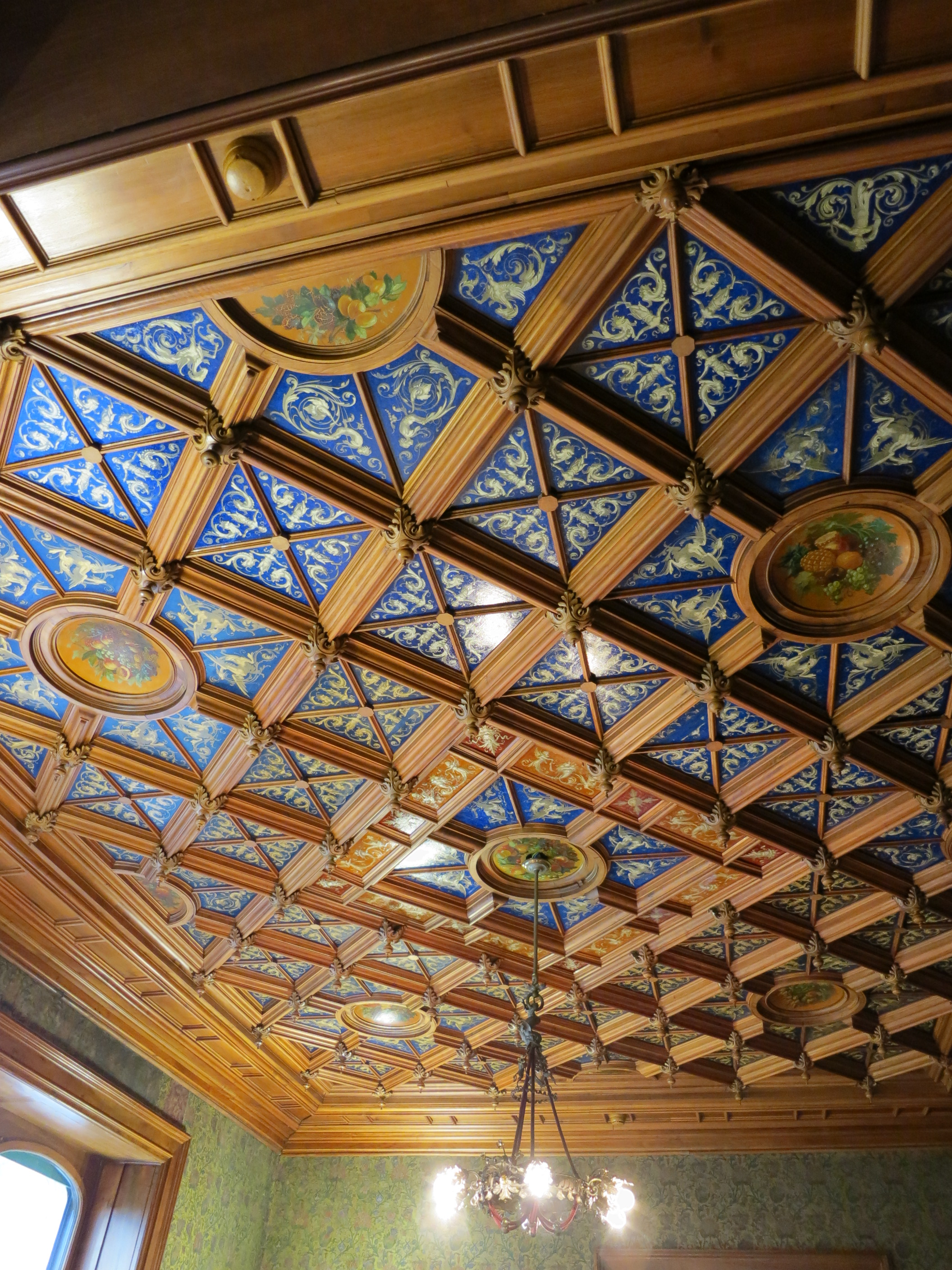
Salon
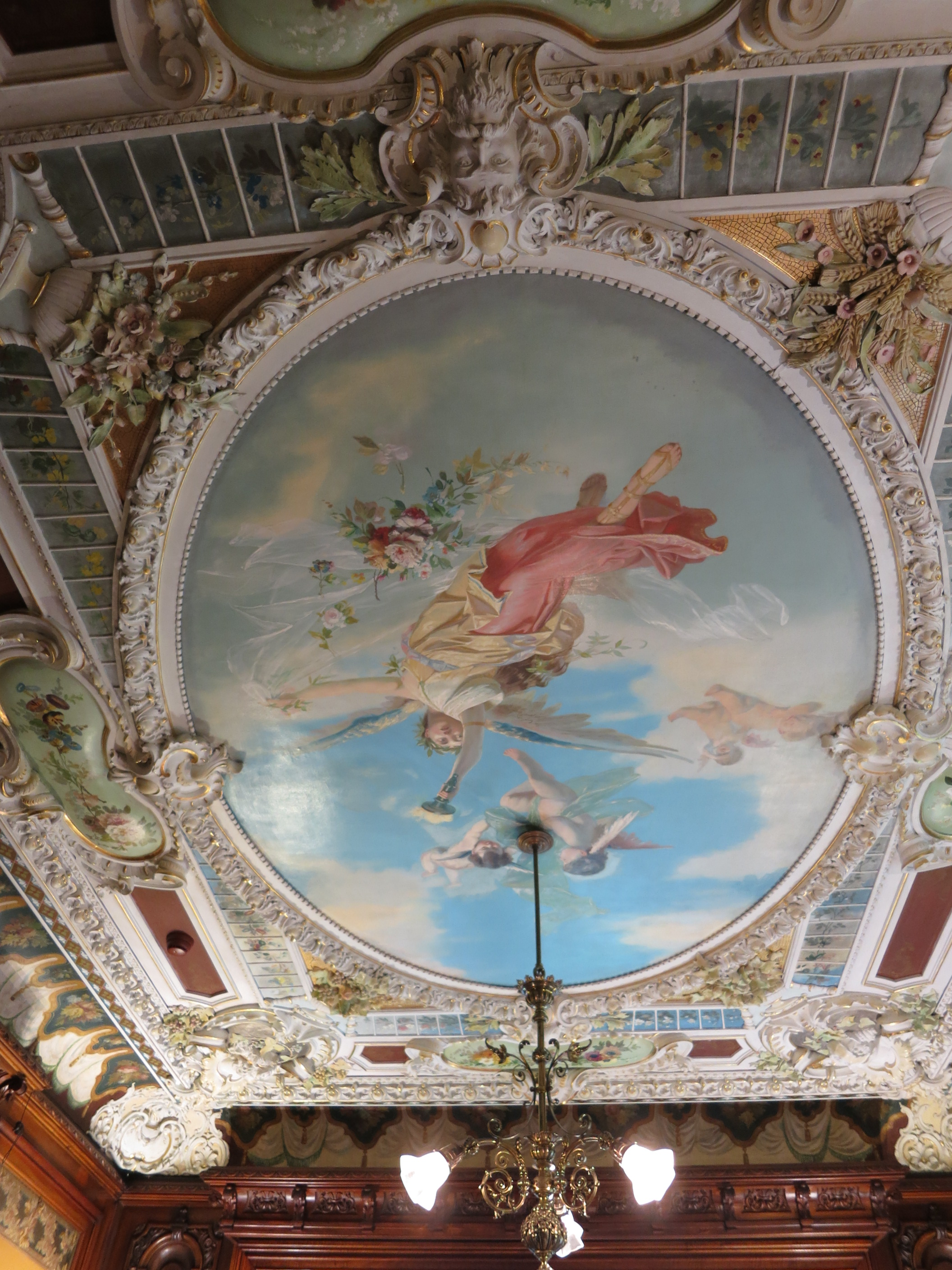
Damenzimmer
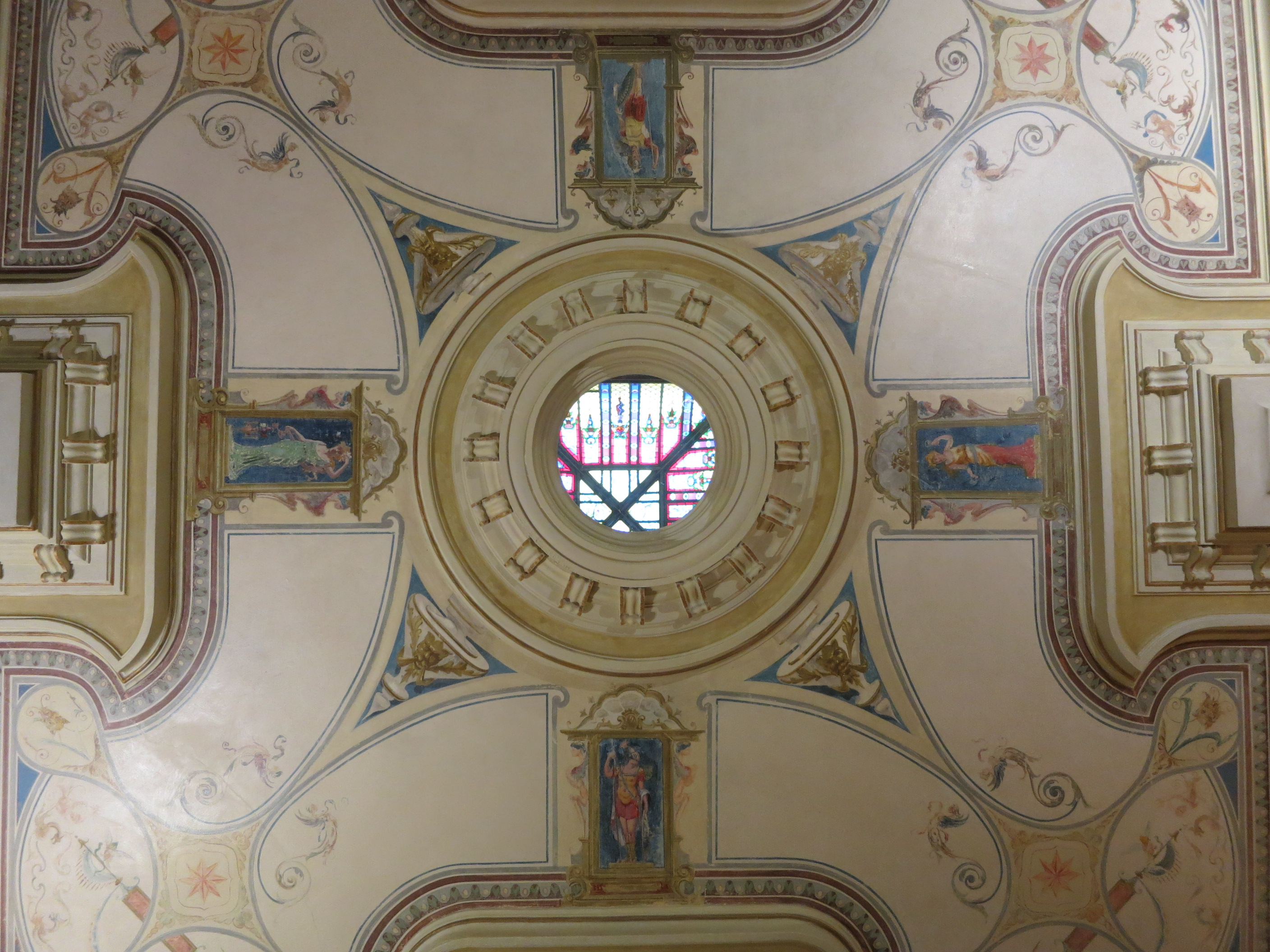
Decke Erdgeschoss
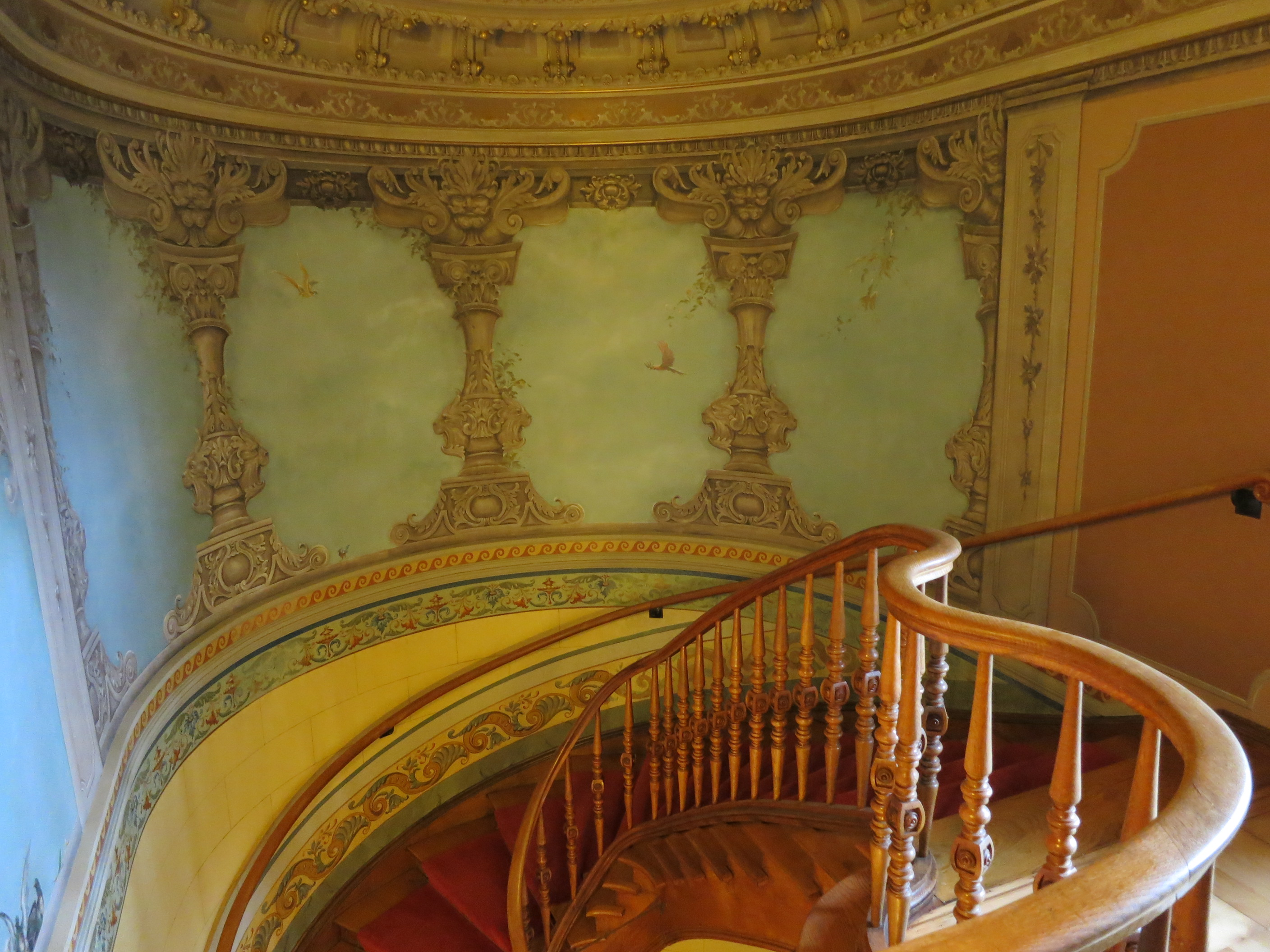
Treppenhaus
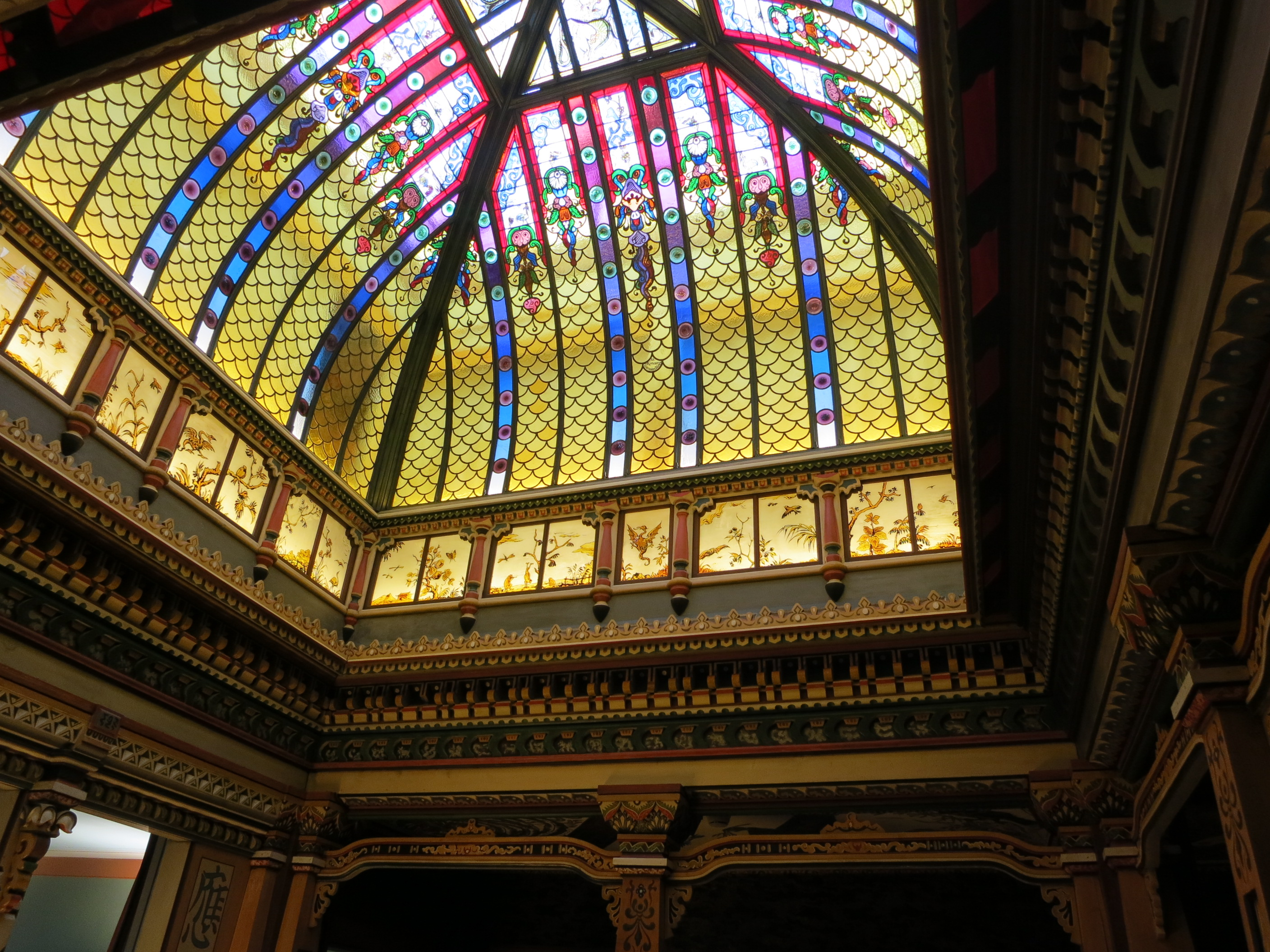
Glaskuppel

## Parkanlage
Für den Park engagierte Grob den Gartenarchitekten Evariste Mertens, der für den Bauherrn in den Jahren 1890/1891 auf dem gut 13'500 Quadratmeter grossen Grundstück einen Garten im englischen Stil schuf. Dieser wies einen Ziergarten mit Wasserbecken und Springbrunnen, Blumenbeete, grosse Wiesen, eine Voliere, einen Turnplatz, Baumgruppen und einen Nutzgarten, der ungefähr ein Viertel der gesamten Parkfläche ausmachte, auf. Der Gartenpavillon von 1883 entstand nach Plänen des Architekturbüros Hirzel & Koch.

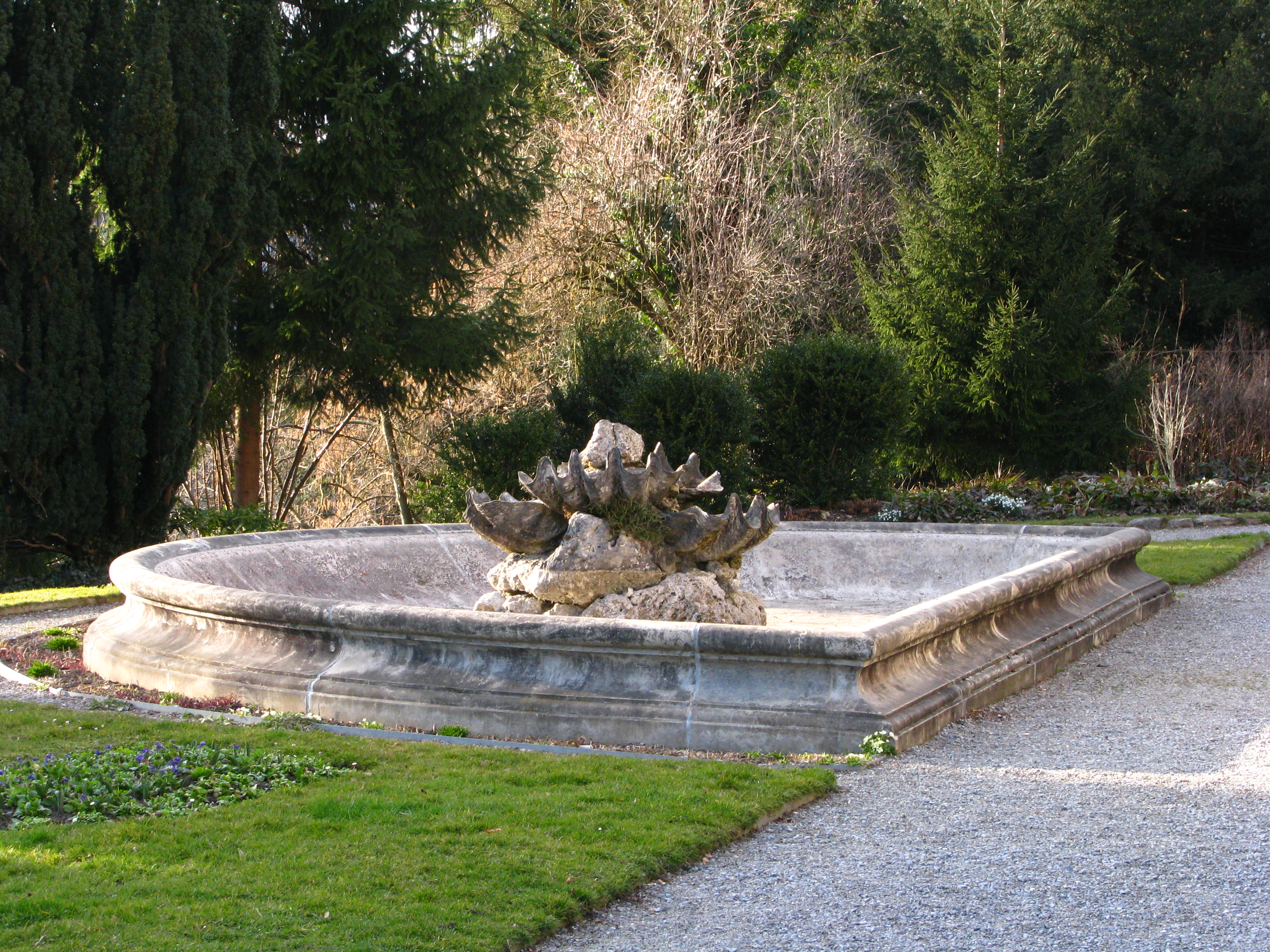
Brunnen im Park
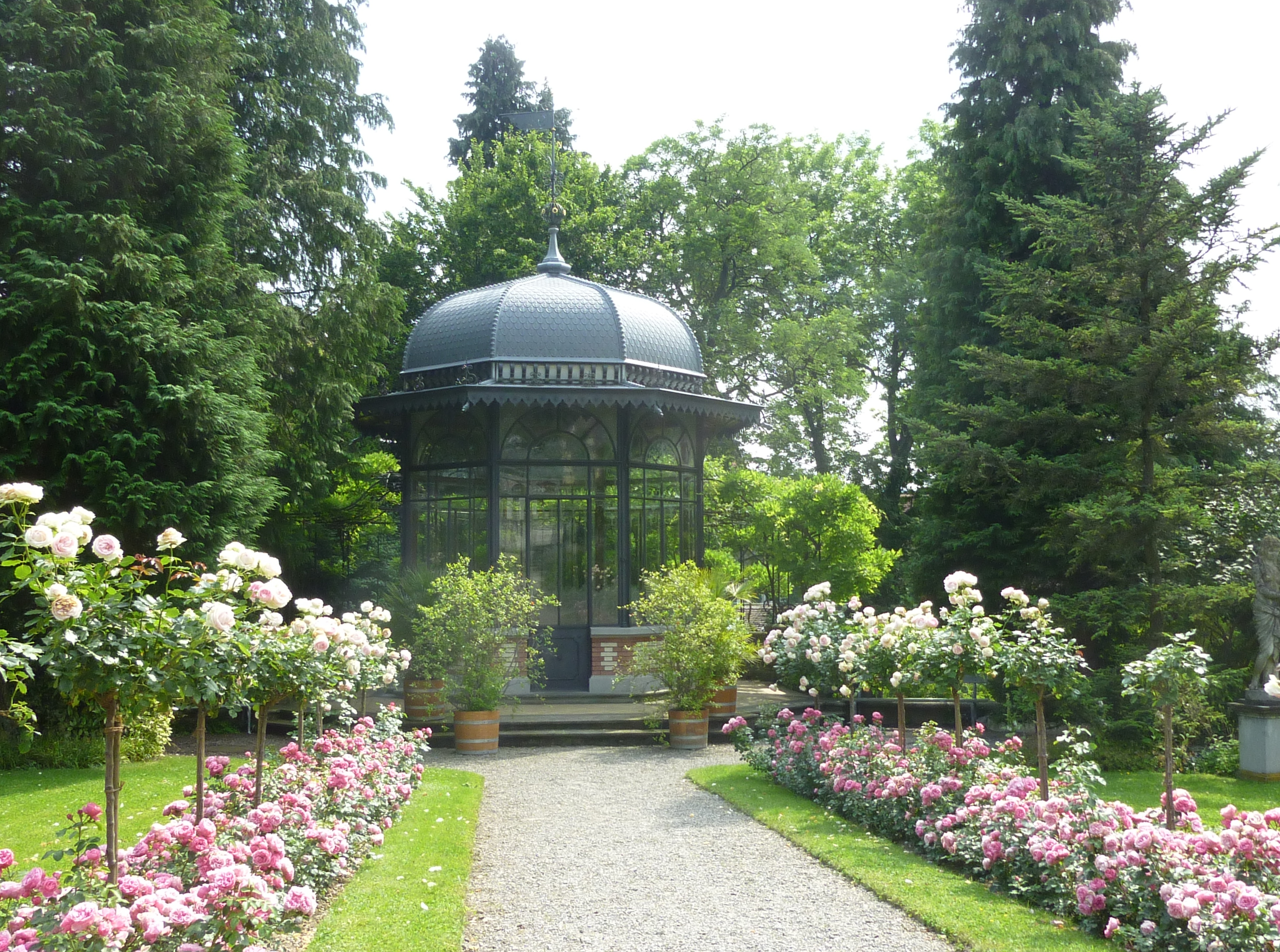
Gartenpavillon
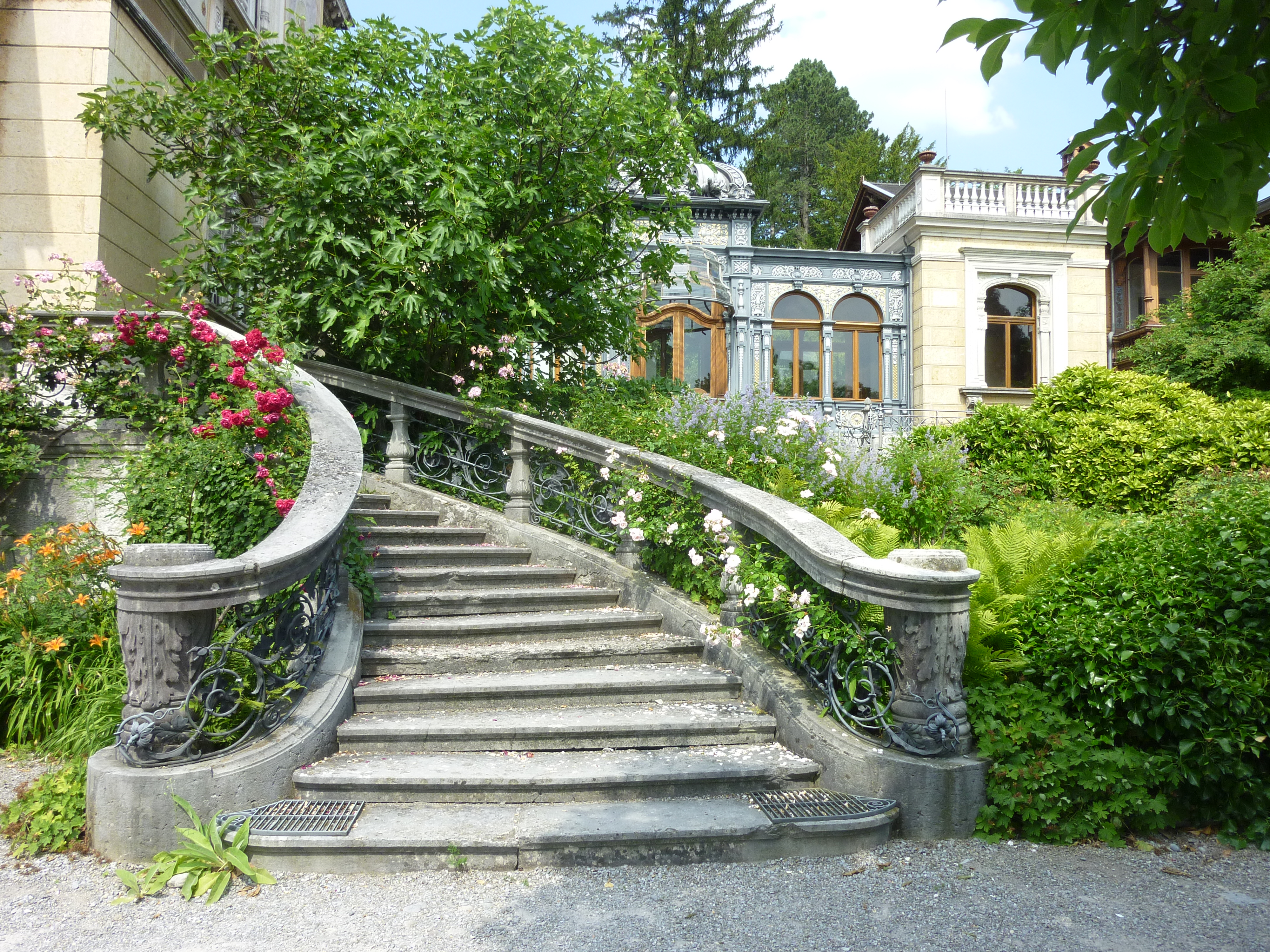
Südlicher Treppenaufgang
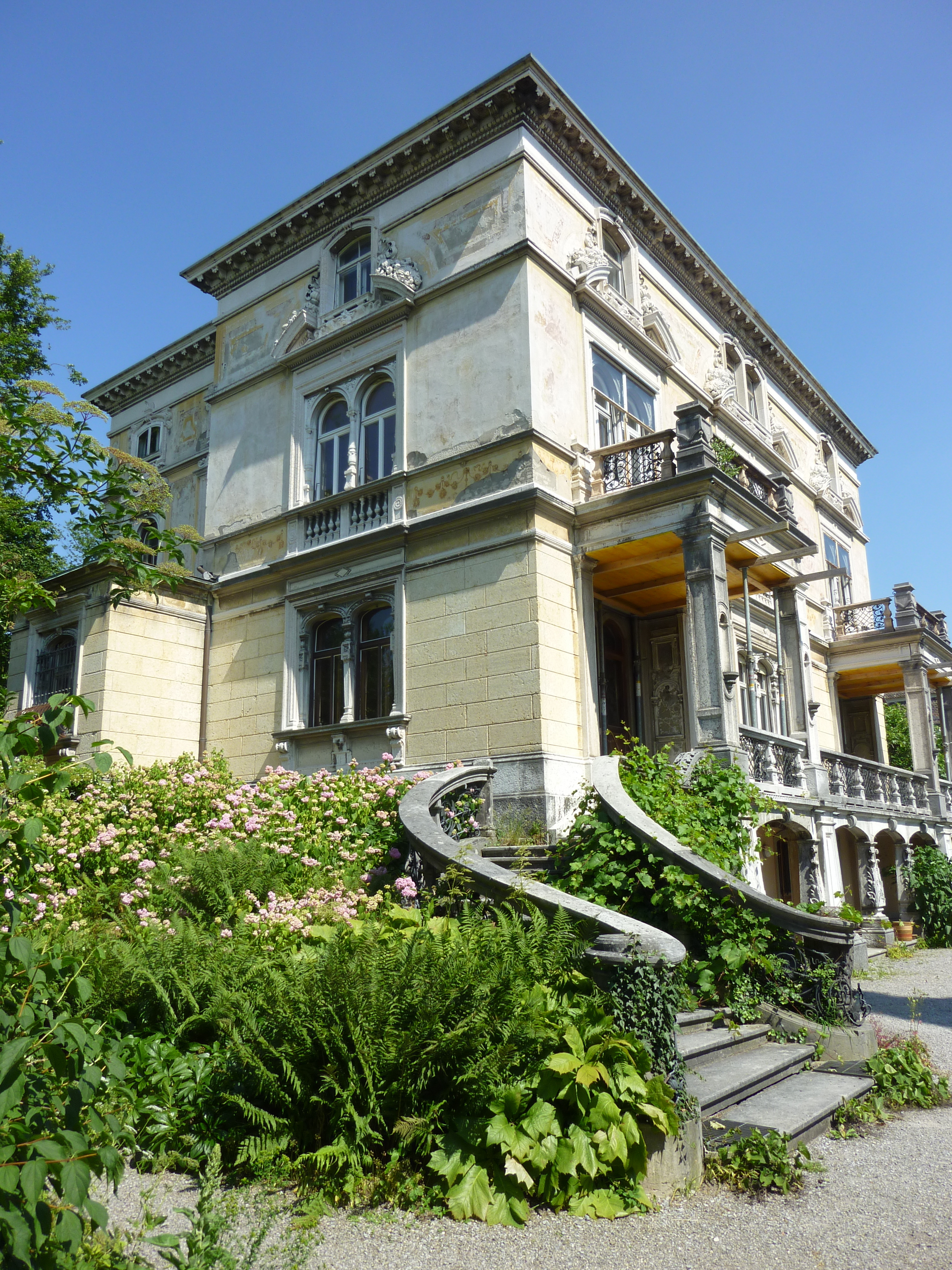
Nördlicher Treppenaufgang

## Geschichte des Gebäudes und des Parks

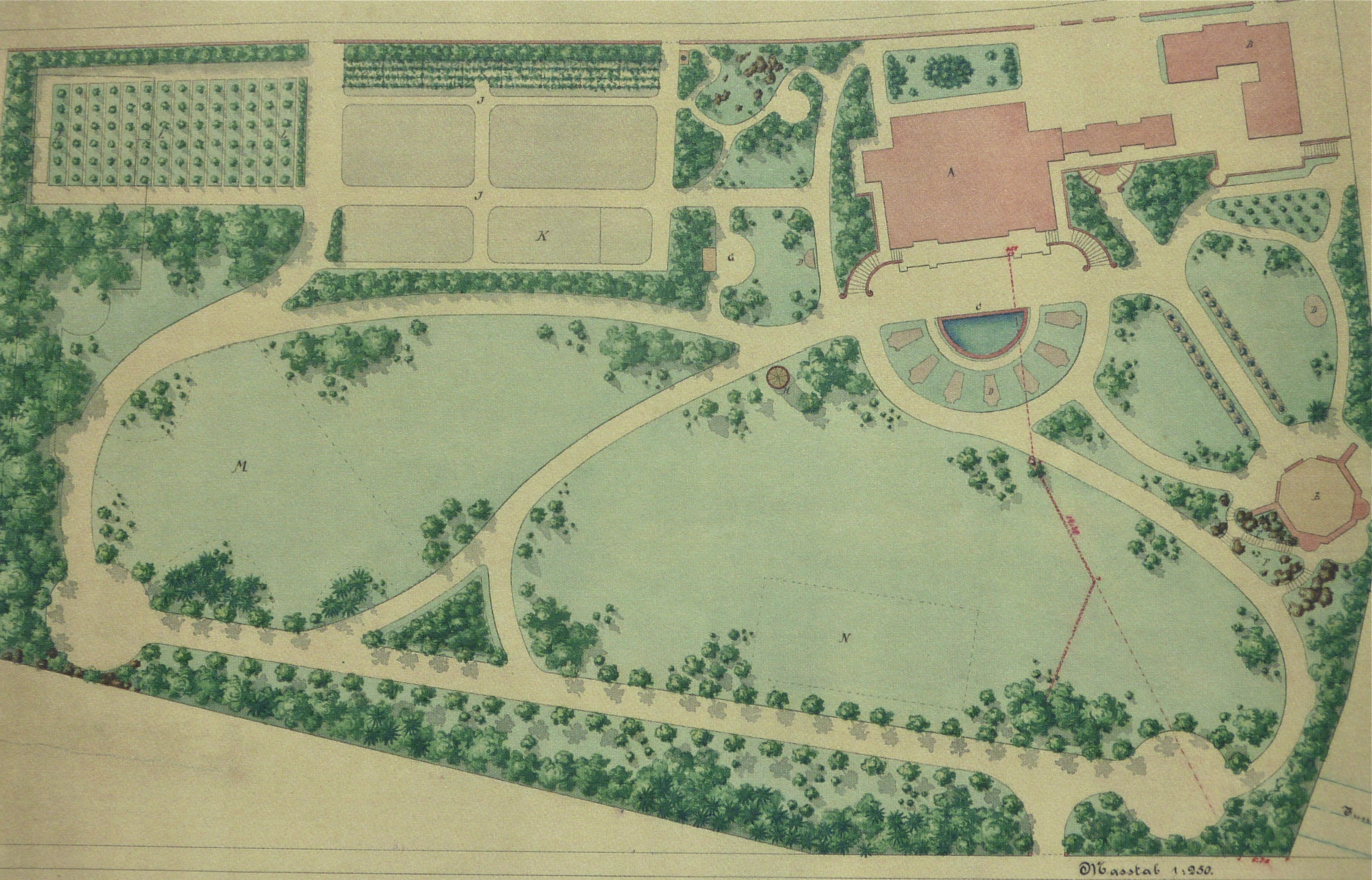
Plan der Parkanlage von Evariste Mertens

Der Bauherr verstarb bereits 1893 infolge einer aus den Tropen mitgebrachten Krankheit und vermachte das Anwesen seiner Frau Anna Grob-Zundel und seinen beiden Töchtern. Nach seinem Ableben wohnten diese weiterhin im Haus, bis sie die Villa 1911 an das Diakoniewerk Neumünster verschenkten. In der Folge beheimatete die Villa zuerst ein Erholungsheim und später ein Altersheim. 1929 verkaufte das Diakoniewerk die nördliche Parkhälfte zur Beschaffung von Betriebsmitteln. 1977 übergingen die Villa und die südliche Parkhälfte in den Besitz der Stadt Zürich. Zwischen 1988 und 1990 wurde die südliche Parkhälfte nach Originalplänen wieder rekonstruiert, nachdem sie 1985 in einer Volksabstimmung der Freihaltezone zugewiesen worden war. 1993 wurde auch der nördliche, private Abschnitt des Parks unter Schutz gestellt, woraufhin die Eigentümer jedoch rekurrierten und Recht bekamen.
Um auch diese Parkhälfte zu retten, wurde 1995 die «Stiftung zur Erhaltung des Patumbah-Parks» ins Leben gerufen. Diese Stiftung nannte sich 2006 um in «Stiftung Patumbah» und wurde mithilfe einer Investorin Eigentümerin der nördlichen Parkhälfte. Sie hat das Ziel, eine ganzheitliche Lösung zur Erhaltung von Park und Villa zu finden. Villa und Kutscherhaus wurden aufwändig saniert. Um die Erhaltung des Parks wurde lange gerungen, da sich die 1929 abgetrennte nördliche Parkhälfte in der Bauzone befindet. Seit 2005 lagen Pläne für einen Hammām und 35 Wohnungen vor. Dieses Bauprojekt sieht die Erhaltung der inneren Parkfläche vor und ist inzwischen realisiert. Der «Verein Pro Patumbah-Park», setzte sich zusammen mit der Schweizerischen Gesellschaft für Gartenkultur (SGGK) mit einer Volksinitiative für die integrale Erhaltung des Parks ein und verlangte die Umzonung der strittigen Fläche in die Freihaltezone und die Öffnung für die Öffentlichkeit. Die Initiative wurde am 8. Februar 2009 von den Stadtzürcher Stimmbürgern deutlich verworfen.
Nach dreijähriger Renovation und Umbau nach Plänen von Pfister Schiess Tropeano und Markus Grob wurde am 23. August 2013 in der Villa das erste Heimatschutzzentrum der Schweiz eröffnet. Es beherbergt im Erdgeschoss als Kernstück die öffentliche Dauerausstellung «Baukultur erleben – hautnah!» und in den Obergeschossen die Geschäftsstelle des Schweizer Heimatschutzes (SHS).
2020 bis 2021 hat das Heimatschutzzentrum die koloniale Vorgeschichte seines Standortgebäudes mit der Ausstellung «Patumbah liegt auf Sumatra» zum Thema gemacht. Die Essenz von «Patumbah liegt auf Sumatra» ist weiterhin als Kabinettausstellung in der Villa zu sehen. Der immense Reichtum von Carl Grob und anderen Europäern beruhte auf der Ausbeutung der Arbeiter, die unter ähnlichen Bedingungen wie Menschen lebten, die versklavt wurden und der Willkür der Plantagenbesitzer ausgeliefert waren.